# Tom est mort
Tom est mort est un roman de Marie Darrieussecq paru en 2007 chez P.O.L. Il fait alors partie de la sélection du prix Goncourt et du prix Femina. Il connait un certain succès de librairie, en partie lié aux accusations de plagiat et à la polémique qui accompagnent sa parution.

## Résumé
Présenté par son éditeur comme « un simple récit, phrase après phrase sur un cahier », Tom est mort est un roman sur le deuil maternel :
« Voici dix ans que son fils est mort, il avait quatre ans et demi. Pour la première fois depuis ce jour quelques moments passent sans qu'elle pense à lui. Alors, pour empêcher l'oubli, ou pour l'accomplir, aussi bien, elle essaie d'écrire l'histoire de Tom, l'histoire de la mort de Tom, elle essaie de s'y retrouver. »
Patrick Kéchichian, dans Le Monde, le voit ainsi : « La mère de Tom est muette. L'air passe difficilement dans sa gorge, alors la voix... « Le silence est descendu dans mes veines et a paralysé les muscles de mes joues. ». À ce langage frappé de nullité par le deuil, le roman oppose une parole possible-impossible. Une parole qui serait inaudible, irrecevable, si elle n'avait pas, par la grâce (et la technique) de la littérature, les accents de la vérité. « J'essaye de tout écrire »... Soudain, la voix de la narratrice devient celle de Darrieussecq. Et l'émotion fait retour, lavée de ses artifices. »
Edmonde Charles-Roux, dans La Provence, le dit ainsi : « Il y a ensuite l'aberration de la vie qui continue, il y a les démarches dont on dit qu'elles occupent l'esprit, il y a les rapports du couple avec sa mutuelle, son barème de prime intolérable, le calcul des droits des parents, mais la mort d'un enfant n'est pas clairement prise en compte et les chocs inévitables se succèdent. Ainsi le jour où les affaires de Tom sont renvoyées à sa mère par l'école. Ou encore ce cadeau, trouvé par hasard et que Tom n'avait pas eu le temps de déballer. Il y a la nécessité de repenser la chambre des enfants avec ses lits superposés... Pourquoi en dire plus ? La mère de Tom est morte avec Tom. Et Marie Darrieussecq raconte l'indicible avec bien du talent. »

## Polémique

### Une affaire de plagiat?
Camille Laurens, dans un article paru dans La Revue littéraire, « Marie Darrieussecq ou le syndrome du coucou », accuse Marie Darrieussecq de l'avoir textuellement et psychiquement plagiée, et ainsi de s'être largement inspirée de son récit Philippe, publié chez le même éditeur, et centré sur le même sujet, la perte d'un enfant :

« J'ai lu Tom est mort dans un vertige de douleur, le sentiment d’une usurpation d’identité, la nausée d’assister par moments à une sorte de plagiat psychique. Bien qu’aucune phrase ne soit citée exactement, plusieurs passages de Philippe, mais aussi de Cet absent-là, où j’évoque cet enfant perdu, et même de mes romans sont aisément reconnaissables : phrase ou idée, scène ou situation, mais aussi rythme, syntaxe, toujours un peu modifiés mais manifestement inspirés de mon épreuve personnelle et de l’écriture de cette épreuve. »

Elle lui reproche également d'écrire à la première personne sur un sujet très douloureux qu'elle n'a pas vécu :
Marie Darrieussecq s'estime pour sa part calomniée et défend son droit à écrire sur un tel sujet, déclarant qu'un roman n'a pas à se légitimer d'une expérience vécue. Elle déclare par ailleurs que dans cette accusation « il y a une part de stratégie » : « J'avais déjà été accusée, c'était facile de revenir sur ce terrain-là. La calomnie a tendance à s'autonourrir ».

### Réactions
D'autres écrivains ont donné leurs avis sur cette polémique.

#### Défense du roman
Sur son site, Chloé Delaume estime qu'en essayant de « reprocher à Darrieussecq de faire un roman sur un enfant mort, du point de vue de la mère, sans avoir vécu personnellement ce qui se joue dans le récit comme l'écriture », Camille Laurens essaye de conserver le « monopole de la douleur et d'affirmer la suprématie de l'autofiction face à la thématique du deuil. » Quant au plagiat, Chloé Delaume prend fait et cause pour Darrieussecq en soulignant que « la mort d'un enfant, comme toute thématique lourde, ça a ses motifs, inexorables et récurrents. Dont ceux que Laurens cite, l'impasse ne pouvait pas être faite, il s'agit de lieux communs, de métaphores, d'images obligatoires, qui s'imposent vu le sujet. Le deuil a son corpus, commun à tous les livres, la tombe, la mère-tombe, si Darrieussecq ne l'avait pas traité à un moment donné, le livre ne serait pas complet, pour ne pas dire crédible ».
Dans la même perspective, François Bégaudeau écrit que Camille Laurens, en refusant à Darrieussecq le droit d'écrire sur le deuil maternel, a « préempté l'usage littéraire de l'enfant mort ». Tiphaine Samoyault parle quant à elle, à propos du concept de « plagiat psychique », d'« extension du domaine du plagiat » : l'écrivain n'est plus le voleur de feu mais le voleur de l'âme d'autrui
Hubert Prolongeau écrit dans le Journal du Dimanche le 26 août 2007 : « Il y a chez Marie Darrieussecq une inspiration qui, pour n'être pas la plus spectaculaire, n'en est pas moins achevée : celle qui consiste à investir un personnage et ses douleurs, à tenter de retranscrire, sans les lourdes connotations qui s'attachent au mot, ses motivations "psychologiques". De cette veine était déjà né le très beau Naissance des fantômes, qui tentait de mettre au jour les sentiments d'une femme dont le mari avait disparu. Tom est mort tourne autour d'une autre disparition, et le fait avec la même finesse. La mère, les frères et les sœurs, l'entourage qui oublie, tout est passé au crible d'une écriture qui se refuse en permanence à l'apitoiement, à l'effet de style, à la boursouflure mélodramatique. C'est sec, dégraissé, profondément émouvant, sans que jamais cette émotion paraisse sollicitée. Tom est mort sert son sujet sans jamais se servir de lui. Une violente polémique est née entre Camille Laurens et Marie Darrieussecq sur le droit d’écrire sur quelque chose d’aussi tragique sans l’avoir vécu. Disons-le tout net : elle est absurde. On préfère saluer au contraire une rare force d’empathie, d’autant qu’elle est portée par une vraie écriture. »
Nathalie Crom écrit dans Télérama le 5 septembre 2007 un article intitulé « Procès d’invention » : « À l’origine de ces remous, la publication par Camille Laurens, fin août, dans la revue Littéraire, d’un libelle agressif dans lequel elle accuse Mare Darrieussecq de s’être livrée à un « piratage », un « plagiat ». (…) Ces emprunts supposés, il est facile de les constater, pourrait-on penser. Et bien non, car Camille Laurens souligne, dans le même texte, que ledit plagiat est si subtil que nul lecteur, pas même l’éditeur des deux livres, ne saurait le détecter – elle seule le peut. (…) L’argumentaire teigneux de Camille Laurens précise peu à peu la nature du plagiat dont elle s’affirme la victime : il s’agirait alors d’un « plagiat psychique », d’une « usurpation d’identité ». En résumé et en clair, Marie Darrieussecq n’aurait aucune légitimité – disons-le : aucun droit – à donner vie et voix à une mère en deuil, au prétexte qu’elle-même n’a pas vécu ce drame, qu’elle n’a pas intimement, personnellement « acquitté la dette » de la souffrance dont ses mots et sa fiction rendent compte. Là serait donc le débat qu’on cherchait vainement. A savoir : l’imagination est-elle recevable, a-t-elle une légitimité ? Autrement dit : le romancier a-t-il le droit de postuler une universalité de l’expérience humaine ? On pouvait penser pourtant que cet axiome, cette conviction étaient à l’origine de tout acte créateur. (…) Peut-on écrire sur ce qu’on n’a pas vécu ? Oui. »
Dix ans après, Vincent Kauffman dans son livre Dernières nouvelles du spectacle (Seuil, 2017) trouve la controverse « un peu fanée », contrairement aux organisateurs du « Procès de la fiction » (Nuit Blanche, Paris, Octobre 2017) qui la jugent toujours « passionnante ». Vincent Kauffman analyse ainsi l’affaire : « Comme il est impossible, selon Camille Laurens, de raconter la mort d'un enfant sans l'avoir vécue, sans avoir véritablement éprouvé l'immense douleur qu'elle implique, Marie Darrieussecq ne peut qu'avoir volé - en l'occurrence dans le récit autobiographique de Camille Laurens - une douleur qu'elle se serait empressée de recycler dans son commerce romanesque. L'accusation laisse incrédule, elle ne tient pas la route. L'éditeur a d'ailleurs réagi en virant Camille Laurens de son écurie. Mais celle-ci n'est pas folle pour autant, j'en veux pour preuve qu'elle passe avec armes et bagages chez Gallimard (...) On ne l'a pas enfermée, on n'a pas cessé de la publier et de la lire, elle n'a pas été mise au ban de la profession pour avoir proféré une chose aussi énorme. En d'autres termes, elle a beau avoir été, aux yeux de certains, complètement à côté de la plaque, son reproche n'en est pas moins dans l'air du temps, il est le symptôme d'une inflexion de la pratique littéraire non seulement vers des techniques autobiographiques mais aussi vers des valeurs d'authenticité qui, si on les prenait vraiment au sérieux, finiraient par nous interdire la pratique de la fiction et, pourquoi pas, le recours à l'imagination. »

#### Défense de Camille Laurens
La romancière Marie NDiaye, qui avait elle-même accusé Marie Darrieussecq de « singerie » en 1998, souligne des incohérences qui révèlent le plagiat : « Je soutiens Camille Laurens à 100 %. Je suis sûre que Marie Darrieussecq est foncièrement malhonnête. Le pire, c'est que parfois elle commet des erreurs dans son système. À la fin de Tom est mort par exemple, la narratrice songe à attaquer le médecin pour le rendre responsable de la mort de l'enfant. C'était crédible dans Philippe de Camille Laurens, mais c'est absurde dans Tom est mort car l'enfant a fait une chute, il est mort accidentellement, la responsabilité du médecin n'est donc pas engagée. Je ne crois pas à l'imprégnation inconsciente. On voit trop le bricolage. Son système de montage copier-coller est bricolé. Au début, je trouvais ça misérable et somme toute assez pathétique. Maintenant, ça ne me paraît pas si triste que cela, sauf pour Laurens et moi, surtout pour elle car c'est l'histoire de son enfant, une histoire personnelle et toujours douloureuse ».
Le romancier Philippe Forest, quant à lui, juge que Tom est mort est « un livre très peu intéressant parce qu'il est vide, parce qu'il repose sur une sorte de spéculation que rien ne vient nourrir ou justifier(...) Je mets en question le sentimentalisme d'une telle entreprise : on spécule sur une souffrance, mais sans payer le prix que cette souffrance appelle dans la vraie vie (...) Les lecteurs savent que ce qu'on leur raconte n'est pas "pour de vrai", et donc ils peuvent se donner le frisson de la souffrance mais seulement jusqu'à un point où ils ne se sentiront pas trop perturbés par ce qu'ils auront lu. Du coup, je suis, pour l'essentiel, en accord avec les thèses que Camille Laurens a développées. »
L'universitaire Annie Richard déclare que Marie Darrieussecq « singe le sujet au niveau du symbolique », et « en exploitant le déploiement psychologique et pathétique de la situation que ne permettrait pas le vécu, pratique le "faire" en lieu et place du fondement même du sujet, son "dire" ».

### Après la controverse
À la suite de son article, Camille Laurens est congédiée par Paul Otchakovsky-Laurens, directeur de P.O.L, qui soutient Marie Darrieussecq : « Par la publication de son texte dans La Revue littéraire, qui est une attaque gravissime et totalement injustifiée contre Marie Darrieussecq, Camille Laurens me met dans l'obligation de prendre parti, de choisir, et je choisis bien évidemment l'auteure qui est attaquée à tort ». Camille Laurens elle-même déclare ne plus souhaiter rester dans son ancienne maison d'édition et rejoint les éditions Gallimard.
En 2009, Chloé Delaume s'empare du personnage de Tom, qu'elle met en scène dans un chapitre de son roman Dans ma maison sous terre.
En 2010, Camille Laurens publie Romance nerveuse, autofiction dans laquelle elle revient en partie sur cette polémique : Tom est mort, œuvre incriminée, s'appelle désormais Dolorosa dans le roman. Paul Otchakovsky-Laurens y est rebaptisé Georges L. Quant à l'article de Camille Laurens, « Marie Darrieussecq ou le syndrome du coucou » il s'y intitule « Dolorosa : un roman Stabilo »,.
Camille Laurens souligne par ailleurs la sur-médiatisation et la déformation de ses propos qui ont accompagné cette polémique[source insuffisante].
La même année, Marie Darrieussecq publie Rapport de police, un essai consacré au plagiat dans lequel elle déclare que les attaques de Camille Laurens sont en fait des attaques contre l'imagination : « Le roman (...) est perçu par les tenants de la véracité comme un plagiat de l'autobiographie. Comme si la fiction n’était jamais que la copie (...) d’un texte plus réel qui viendrait d'un "je" certifié d’origine. Sous le plagiat, le pavé de l'authenticité : vieux mot d’ordre. » Dès lors, un roman comme Tom est mort pouvait tomber sous le coup d'une « accusation pour blasphème : tu n’as pas vécu la douleur que tu dis, tu n’as pas le droit de l'écrire. Si tu l'écris, c’est ma place que tu prends. »

## Éditions
- Tom est mort, P.O.L, 2007  (ISBN 9782846822091)
  - Le Grand Livre du mois, 2007  (ISBN 9782286039264)
  - France Loisirs, 2008  (ISBN 9782298009903)
  - Gallimard, coll. « Folio », 2009  (ISBN 9782070365784)

## Adaptation
- Tom est mort, lecture dirigée par Arthur Nauzyciel, Centre dramatique national, Orléans, 7 décembre 2011[33].